# Venera 9A
Venera 9A (Também conhecida como Kosmos 482) foi uma nave identica a Venera 8. Lançada no dia 31 de março de 1972, após entrar na órbita terrestre a nave explodiu.
Kosmos 482
Kosmos 482 (em russo: Космос 482 significando Cosmos 482), lançada em 31 de março de 1972 às 4:02:33 UTC, era uma tentativa de sonda para Vênus, que não conseguiu escapar da órbita baixa da Terra.
A partir de 1962, o nome Kosmos foi dado à nave espacial soviética, que permanecia na órbita da Terra, independentemente de qual era o seu destino final pretendido. A designação desta sonda específica, destinada como uma missão planetária, é baseada em evidências a partir de fontes soviéticas e não-soviéticos e também de documentos históricos. Missões planetárias típicas soviéticas começavam inicialmente colocando a sonda em uma órbita estacionária da Terra que assim, serviria como uma plataforma de lançamento de um motor de foguete, com a sonda presa. As sondas eram, em seguida, lançadas em direção a seus alvos com o motor queimando durante cerca de 4 minutos. Se o motor falhasse ou o queima não concluída, as sondas eram deixadas em órbita da Terra e a elas dada uma designação Kosmos.
Kosmos 482 foi lançada por um foguete Molniya 8K78M em 31 de março de 1972, quatro dias após a sonda atmosférica Venera 8, e pode ter sido semelhante em projeto e plano da missão. Depois de atingir uma órbita estacionária da Terra, a nave fez uma aparente tentativa de lançamento e mudança da trajetória para Vênus. Ela dividiu-se em quatro partes, duas das quais permaneceram em órbita baixa da Terra e caíram após 48 horas no sul da Nova Zelândia (conhecido como o Incidente das Bolas de Ashburton), e as outras duas peças (presumivelmente a carga útil e o motor descartável) entraram em uma órbita maior: 210 x 9.800 Km. Um incorreto funcionamento de um temporizador causou o corte prematuro do estágio Blok L, impedindo que a sonda escapasse da órbita da Terra.
Às 1:00 AN em 3 de abril de 1972, quatro bolas de liga de titânio, pesando cada uma 13,6 Kg, em brasa, caíram dentro de um raio de 16 km, fora dos limites de Ashburton, Nova Zelândia. As esferas com 38 centímetros de diâmetro queimadas, abriram profundos buracos no solo, mas ninguém ficou ferido. Um objeto em forma semelhante foi descoberto perto de Eiffelton, Nova Zelândia, em 1978.
A Lei do Espaço formaliza que o lixo espacial deve ser devolvido à nação proprietária, mas os soviéticos negaram a propriedade ou o conhecimento do satélite. Portanto, a propriedade assim, ficou para o agricultor em cuja terra o satélite caiu.
A Kosmos 482 foi cuidadosamente analisada por cientistas da Nova Zelândia que determinaram que fosse de origem soviética, por causa de marcas de fabricação e da alta tecnologia de soldagem do titânio. Os cientistas concluíram que as partes eram provavelmente vasos de pressão de gás, dos tipos utilizados no lançamento de foguetes, ou de um veículo espacial que tinha retornado para a atmosfera.
Referência
- New light on mysterious space balls. New Zealand Herald. 2002-08-24. Acesso em 2006-10-08.